# NGC 2683
NGC 2683 is een spiraalvormig sterrenstelsel in het sterrenbeeld Lynx. Het hemelobject ligt 16 miljoen lichtjaar van de Aarde verwijderd en werd op 5 februari 1788 ontdekt door de Duits-Britse astronoom William Herschel.

## Synoniemen
- UGC 4641
- MCG 6-20-11
- ZWG 180.17
- KUG 0849+336
- PGC 24930